# Nuño Pérez de Quiñones
Nuño Pérez de Quiñones fue el cuarto maestre de la Orden de Calatrava, cargo que ejerció entre 1182 y 1199, consolidando y expandiendo la influencia de la Orden en la Reconquista.

## Contexto y biografía
Este caballero, perteneciente a la Casa de Quiñones, se destacó como líder militar en la Orden de Calatrava, una de las primeras órdenes militares hispánicas orientadas a la defensa de la cristiandad y al avance de la Reconquista en la península ibérica. Bajo su liderazgo, la Orden experimentó una fase de expansión territorial y fortalecimiento institucional, logrando nuevas concesiones papales que definirían su estructura y misión.
En 1187, consiguió para la Orden una nueva regla de vida aprobada por el Capítulo General del Císter, y confirmada por el papa Gregorio VIII. Esta normativa alineaba a la Orden con los principios cistercienses, estableciendo una disciplina monástica que profundizaba en la vida espiritual de sus miembros y los comprometía en la defensa militar del reino de Castilla y sus territorios.

## Campañas y enfrentamientos
Durante su maestrazgo, se distinguió en diversas campañas militares. Fue un aliado cercano de Alfonso VIII de Castilla, y combatió junto a él en la batalla de Alarcos el 19 de julio de 1195. Esta batalla, crucial en la historia de la Reconquista, resultó en una derrota para las tropas cristianas y tuvo como consecuencia la captura del castillo de Calatrava la Vieja, sede principal de la Orden. La pérdida de su casa matriz generó un sentimiento de desarraigo dentro de la institución, marcando una etapa difícil en su historia.
Para sobrellevar esta situación, reorganizó la Orden, y tras reagruparse, condujo a sus miembros a conquistar y asentarse en el castillo de Salvatierra en 1196, que se convirtió en el nuevo baluarte de la Orden hasta la posterior recuperación de Calatrava. Esta reorganización y resistencia fueron claves para mantener la cohesión de la Orden y su presencia en la frontera castellana.

## Muerte y legado
Nuño Pérez de Quiñones falleció hacia finales del siglo XII y fue sepultado en el claustro del Monasterio de Santa María de Monsalud, situado en Córcoles, provincia de Guadalajara, España. Su lápida, conservada hasta el día de hoy, rinde homenaje a su liderazgo y compromiso con la misión de la Orden de Calatrava.

## Importancia histórica
El maestrazgo de Nuño Pérez de Quiñones representa una etapa de consolidación y adaptación de la Orden de Calatrava frente a los desafíos de su época. Bajo su mando, la Orden no solo fortaleció su identidad espiritual y militar, sino que también resistió los embates de los almohades en un momento de gran tensión en la Reconquista. La confirmación de la regla cisterciense por parte del Papa y la reorganización de la Orden en Salvatierra consolidaron su influencia en la región, favoreciendo su crecimiento en Castilla-La Mancha y otros territorios.